# Corpus Christi en Villacarrillo
Corpus Christi (en latín, "Cuerpo de Cristo") o Solemnidad del Cuerpo y la Sangre de Cristo, antes llamada Corpus Domini ("Cuerpo del Señor"), es una fiesta de la Iglesia católica destinada a celebrar la Eucaristía.
Su celebración en Villacarrillo es una de las más antiguas y solemnes de la provincia de Jaén.

## Procesión
Villacarrillo en la única localidad de la provincia de Jaén que posee el privilegio de celebrar esta festividad por la tarde. Es costumbre de gran arraigo que la noche del día anterior a la procesión, así como la madrugada de éste, las calles por donde desfilará la custodia se encuentren abarrotadas de gente que observa el complejo trabajo de decoración y elaboración de las calles. Se procesiona una Custodia gótica en plata dorada montada en un precioso trono coronado por un artístico templete, acompañada de numerosos fieles y  de los niños que han celebrado la Primera Comunión. Las calles se tapizan con alfombras confeccionadas con serrín de colores y pétalos de flores, se cubren con grandes toldos, banderolas y colgaduras varias. Acuden numerosos visitantes a observar esta celebración litúrgica.

## Historia
Es una fiesta antiquísima e inmemorial en Villacarrillo. 
Desde la Edad Media, consta en los estatutos de la Catedral de Jaén del año 1364 una relación de fiestas en la que se nombra a la Torre de Mingo Priego (actual Villacarrillo), relacionándola con la festividad del Corpus Christi. Muchos de los documentos que se conservan en Villacarrillo y que hacen referencia a esta devoción eucarística, aluden a una celebración «de tiempo inmemorial».
Del siglo XVI se conserva un documento del Obispo de Jaén, Francisco Sarmiento de Mendoza (1580-1595), que refiere la elaboración de una Custodia de plata dorada para Villacarrillo. El Archivo Municipal de Villacarrillo conserva los Libros de Actas Capitulares, desde el año 1670 hasta nuestros días. En ese mismo año de 1670 consta el siguiente acuerdo; «... la villa decretó en conformidad de la costumbre que en este presente año se celebren las fiestas del Santísimo Sacramento y en ellas se gaste lo que fuere necesario....» (Libro Capitular de 1670. Folio 5. Archivo Municipal de Villacarrillo). A comienzos del siglo XVIII, sin poder precisar la fecha, se creó en la Parroquia de Santa María la Cofradía del Santísimo Sacramento, encargada de procesionar el Corpus Christi. Aparecen múltiples referencias de la misma en testamentos, fundaciones de capellanías u otras obras Pías.
Los libros de actas capitulares de Villacarrillo siguen haciendo numerosas citas a la celebración del Corpus Chiristi, teniendo al Ayuntamiento cada vez más intervención en la procesión. Será a finales del siglo XIX, a petición del prior de la Parroquia de La Asunción, don Marcos Pellón y Crespo, cuando se obtuvo el beneplácito de la Santa Sede para poder realizar la procesión por la tarde, siendo el papa León XIII quien concedería a Villacarrillo la bula papal.